# 汉中市
汉中市，简称汉，是中华人民共和国陕西省下辖的地级市，位于陕西省西南部，陕甘川三省交汇处。市境北邻同省的西安市、宝鸡市，东接安康市，南界四川省达州市、巴中市、广元市，西毗甘肃省陇南市，总面积为27,097平方公里，常住人口为317万（2023年）。
汉中市辖2个市辖区和9个县，分别是汉台区、南郑区和城固县、洋县、西乡县、勉县、宁强县、略阳县、镇巴县、留坝县和佛坪县。1996年2月21日，原汉中地区被撤销，设立地级汉中市。
汉中地处秦岭山地和大巴山地过渡带，北部为秦岭山地，南部为大巴山地，全市最高峰位于洋县活人坪梁顶（海拔3071米）。中部为低山丘陵盆地，东西狭长，呈椭圆形。嘉陵江自北向南纵贯市境西部，汉江发源于西部向东横贯市境，横穿盆地中部，形成冲积平原，称为汉中盆地。在盆地南部的深山内形成的汉中天坑群，是世界上规模最大的天坑群。
公元前312年，秦惠文王置汉中郡，“汉中”一名即来源于此。汉中市内有世界文化遗产1项，全国重点文物保护单位20处，省市级文物保护单位101处，并以“两汉三国”为主要人文特色。依靠三线建设所打下的工业基础，汉中形成了以飞机、汽车及零部件和机床为主的装备制造业。如今，现代材料业和食药产业也成为汉中的支柱产业。

## 名称由来

### 行政名
汉中历史上作为二级行政区的正式专名有3个。
- 汉中：前312年，秦始置汉中郡。据《汉中府志》记载：“郡临汉水之阳，南面汉山，故名汉中”。[1]
  - 汉江：汉水即汉江别称；而“汉”这个叫法来源有多种说法。
    - 按段玉裁注《说文解字》诠释，泉水刚出山时，水流较小，称为“漾”，多股泉水汇成盛大水流后便叫“汉”。表示水很大的意思，有壮阔、浩大之义。汉江在水源地称漾水，流经沔县（今勉县）称沔水，东流至汉中始称汉水，即汉江故称“汉江”。[2]
    - 天上有银河、银汉。古代秦岭西部的周秦先人，以天上之银汉，命名地上如银河璀璨的汉水。[3]

  - 汉山：有《诗经·大雅·旱麓》为证，名句“鸢飞戾天，鱼跃于渊”即出于此篇。汉山最早的名讳是“旱山”，旱麓即旱山山脚。后来随着 “沔水”改称“汉水沔”，“旱山”也就改称“汉山”。与小汉山相对，此处被称为大汉山。[4]
- 汉宁：东汉末，张鲁割据汉中，改为汉宁郡[1]
- 汉川：隋初，境内仍置梁、兴、洋州，后改为汉川郡、顺政郡、洋川郡。[1]

## 历史

### 先秦
先秦时期，汉中地区在传说和史料中皆有部分涉及，但由于年代久远，均无法查证。《尚书·禹贡》中所谓“梁州”、《史记》中“褒国”皆被认为是汉中地区在史料和传说中的体现。南郑之名，可上溯至公元前771年。《水经注》载：“南郑之号，始于郑桓公。桓公死于犬戎，其民南奔，故以南郑称。” 但此说史家存疑。 战国中期，南郑是秦蜀争夺的要地。秦厉公26年（公元前451年），左庶长修筑南郑城。

### 秦汉

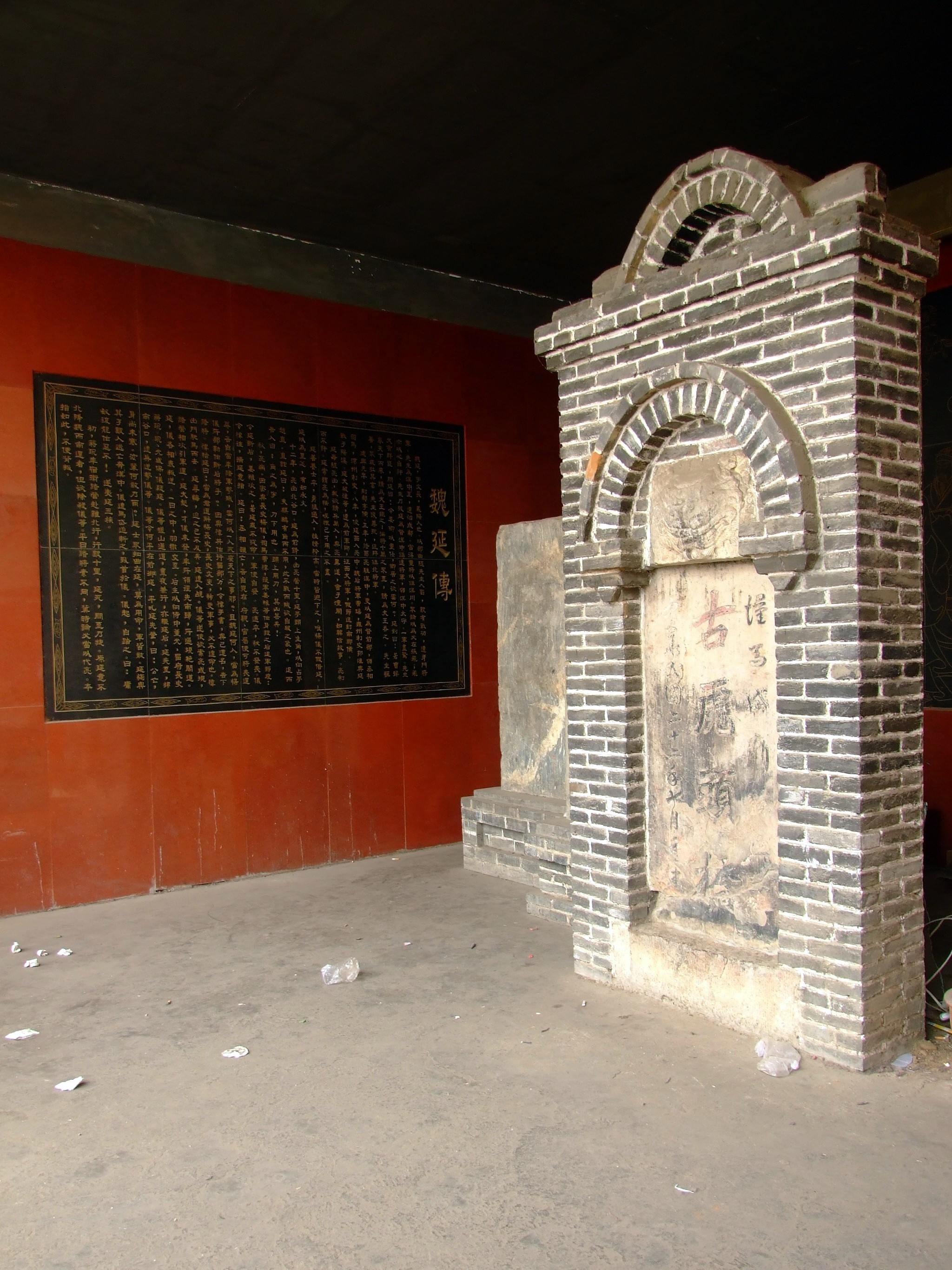
虎头桥遗址

秦漢時期漢中郡西起沔陽陽平關，東至鄖關和荊山，綿延千里:265。秦朝时设漢中郡，郡治南郑，在今天漢中市南郑县附近。秦朝末年，各股政治势力角逐，鸿门宴之后，劉邦向项羽称臣，项羽封其为漢王，《史记》中记载，劉邦颇为失落，谋士萧何劝慰：“语曰‘天漢’，其称甚美”。劉邦在漢中时期韬光养晦，采用韩信“明修栈道，暗度陈仓”的策略，拜韩信为大将，后突袭拿下三秦地区，和项羽一争高低，史称“楚漢之爭”。
劉邦最终取得军事胜利，因其原封地在漢中，称漢王，故迁都长安并建立中國歷史上第二個統一皇朝后，國號称“漢朝”，劉邦亦被称作「漢高祖」。今日中国“漢族”即得名于漢朝，漢中乃中华漢人称号的古发源地，并留下大量漢朝时期文物古迹，如拜将坛（劉邦拜韩信处）、漢台、栈道等。西漢武帝时期，城固人张骞出使西域，成为“丝绸之路”兴起的标志事件。
东漢末年政局动荡，巴郡少数民族起事，攻入漢中、三蜀。中平元年，五斗米道张修叛亂，响应黄巾軍，攻巴郡、入漢中，兵败归附刘焉。熹平年间（172－178年）五斗米道在漢中传播。 后来张鲁除掉张修，在此建立持续达近三十年的政教合一的割據政权，后依附曹操。
由于其入蜀门户的特殊地理位置和南北交通要道，在劉備入蜀后很快成为曹操和劉備激烈争夺的地区。后来劉備取胜，称“漢中王”，蜀漢即獲得此地，现今仍遗留有大量三国古迹，如武侯墓（诸葛亮墓地）、沔縣武侯祠、马超庙、定军山、虎头桥（魏延斩首之处）等。
诸葛亮去世后，汉中复由魏夺得，设梁州。后魏灭，西晋政权建立。随着政局变动，汉中的归属也开始在政权更替中反复变更。先后归属西晋、东晋、宋、齐、北魏、梁、西魏、北周政权。

### 东汉以降
东汉以降，汉中郡曾先后称为汉宁郡、梁州、汉川郡、山南西道、兴元府、汉中府、汉中道，而南郑之称，除在西魏废帝三年至隋大业年间（554－605年）一度改为光义县外，南郑之名一直为历代朝廷沿用。西晋政权动荡后，归于成汉。桓温平定蜀地后，复设汉中郡，属梁州。下辖八县：南郑、蒲池、褒中、沔阳、城固、西乡、黄金、兴道。没过多久，被前秦征服。南北朝时为汉中郡，领南郑、汉阳、城固三县。后周改汉中为汉川郡。
隋初，郡废州存。大业初年，州废，改为汉（中）川 郡，统领八县：南郑、西、褒城、城固、兴势、西乡、黄金和难江。隋大业八年，移县理郡西城南，临汉水，宋嘉定十二年重筑。

### 唐宋元
唐初，改汉川郡曰梁州，开元中因梁、凉声近，更名曰褒州。不久重新改回梁州。天宝初年，又改为汉中郡。唐德宗于兴元六年（874年）三月避乱汉中，六月，叛乱平定后返长安，并以其年号改汉中为兴元府，领五县：南郑、褒城、城固、西、三泉，余地为金、洋、凤、兴四州。五代时期，先后成为前蜀、后唐、后蜀政权的领地。
北宋平後蜀，仍为兴元府，领南郑、城固、褒城、西四县，在熙宁五年（1072）成为利州路兴元府的治所。北宋时汉中商税收入仅次于开封、成都府等地，居全国前列。今汉中的利州路、四川成都的益州路、四川三台的梓州路和重庆奉节的夔州路共同构成了“川峡四路”。南宋时成为边陲重镇，增设廉水一县。余地为沔、金、凤三州。汉中也是宋金战争中的一个战场，将领吴玠取得了仙人关之战的胜利。
元代为兴元路，隶属于陕西行省。

### 明清
明洪武三年，改为汉中府，领两州：金、宁羌，统辖十四县：南郑、城固、洋、西乡、褒城、凤、沔、略阳、石泉、汉阴、平利、洵阳、紫阳、白河，其中南郑为附郭。知府费震在宋城基础上对汉中城进行重修，基本奠定了今天汉中城的格局。洪武四年，府治西设汉中御守千户所，十三年改为汉中卫，领左、右、中、前、后五所，隶属陕西都司。

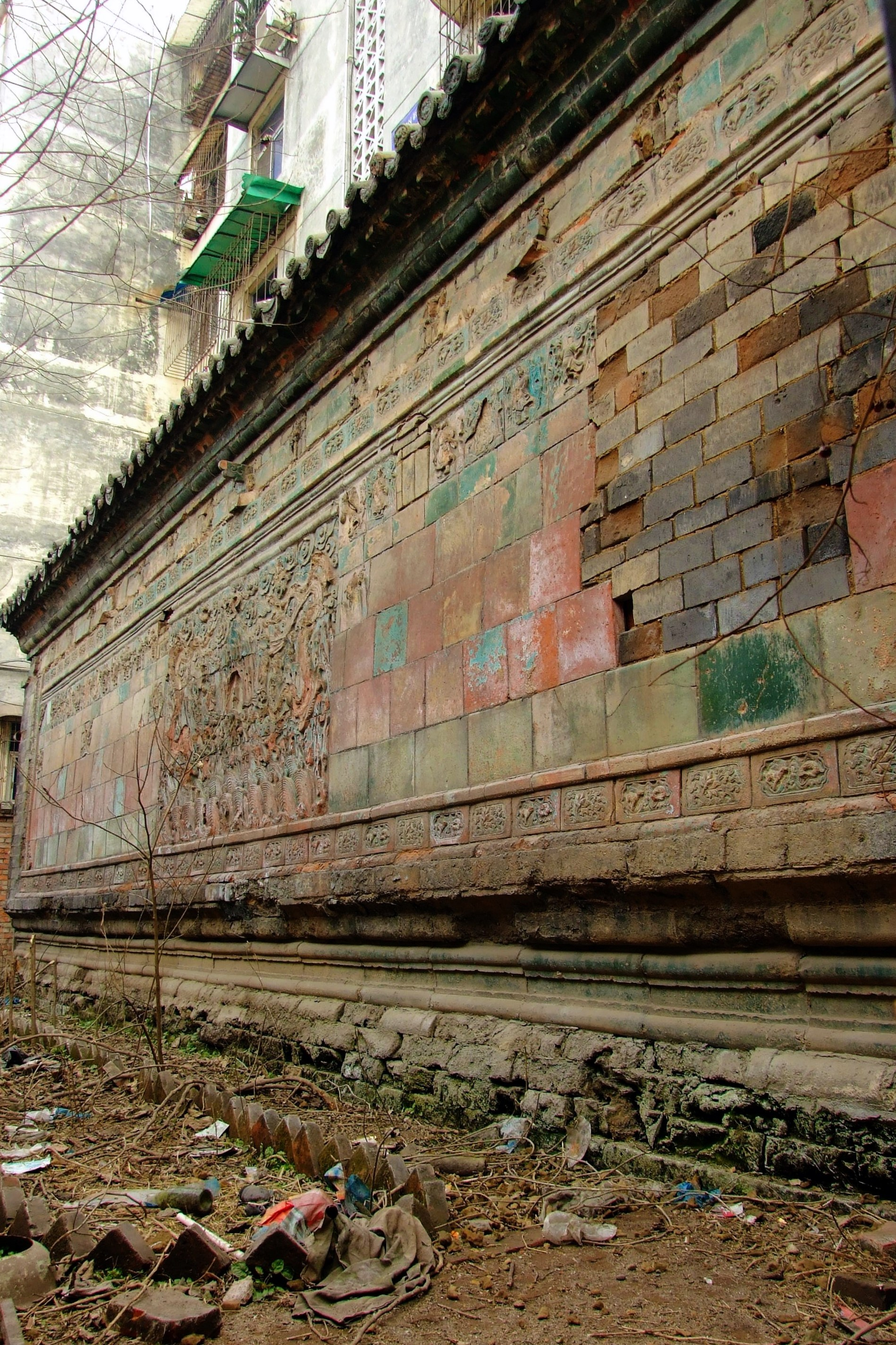
明代琉璃照壁遗迹

明神宗第五子朱常浩受封瑞王藩于此地，并在城内建瑞王府（今儿童公园为遗址所在地）。经过二十多年修建，瑞王府规模宏大，院落相连，楼台相望，亭阁错列。东连莲花池，南至西大街，西接北教场粮库，北抵城墙基，并将北城墙向北移二十步。面积约占当时汉中城三分之一。今石狮子坝为瑞王府大门，门前原有石狮两蹲而得名。今祥瑞巷为瑞王府前第一巷。太古石巷（莲湖路修建工程中废弃）原有一蹲太古石，为瑞王府花园装饰品。瑞王府前原有琉璃照壁（今石狮酒店处），1935年修路时拆除。现存琉璃照壁为瑞王在原府城基重新修葺而成，高6.45米，长13.6米，宽1.23米，位于伞铺街东端。 
崇祯十六年（1643年），李自成由湖北、河南进攻陕西，张献忠也配合夹击。起义军占领西安后，朱常浩南逃四川避难。留在汉中的豪华王府，被当地人拆除，一抢而空。清康熙年间，王士祯《瑞王故宫曲》这样写道：“往日朱门帝子家，柴车一去即天涯。平台宾客今何处，零落小山丛桂花。”昔日瑞王府，今日留下莲花池及琉璃照壁 ，还有铸“飞天”、天龙”等图案古铜钟，现存古汉台，花园旁太古石，存于汉中市图书馆。
1863年春，太平天国扶王陈得才、遵王赖文光、瑞王蓝成春、启王梁成富等率部西进，与清军交战，同年8月攻克汉中，杀南郑知县周蕃寿，后被清军镇压。
第二次鸦片战争后，陕南被划为意大利传教区。光绪24年，意大利传教士郭西德神甫率20余名意大利人来到宁强（时名宁羌州）燕子砭传教并修建教堂。光绪26年（1900年），因灾情导致赈灾粮与当地乡约发生分配矛盾，农历六月二十五日，当地民众与教会发生激烈冲突，郭西德等教众被杀，引起外交事件。清廷在外交压力下处死了李朝栋、李荣栋等带头人，并枭首示众。案内涉举人、贡生等一律充军流放。宁羌州停止科举考试6科（18年）、赔偿白银五万两用于修建汉中天主教堂，并在燕子砭、宁强州府、汉中城区内各立一碑以做警示。史称燕子砭教案。

### 中华民国时期
中華民國成立后，漢中地方由前清漢中府改稱漢中道，前清進士周沆任職漢中道道尹。國民政府時期，汉中成为入蜀交通枢纽进行重点建设，中日局势紧张后，成为战略物资的转移站，在战前物资人力以及故宫博物院文物转移入蜀中发挥了重要作用。
1937年，“七七事变”后，前國立北平大學、国立北平师范大学、天津国立北洋工学院等校在西安合校重组为“国立西安临时大学”，1938年2月，迁至汉中、城固等地，校本部设城固考院小学，更名为“國立西北大學”，办学地就在现在城固二中校园处，8月原北平师范大学独立设置，更名为“国立西北师范学院”，1945年后迁至兰州，而国立西北大学则迁回西安复校。中日戰爭期间，汉中属于第五战区辖区范围。

### 中华人民共和国成立后
中华人民共和国成立时，汉中尚属中華民國政府控制中，1949年12月，解放军第二野战军第十八兵团中路部队进入区内，至1950年，新政府全面控制区内管辖权。此后，交通建设、政权巩固措施开始实行（扫清土匪和地方势力、驱逐海外传教士、土地改革等)。
20世纪50年代末期，“大饥荒”时期汉中受到很大影响，1959年春，农村农民生活困难，缺粮现象严重，至该年4月，中共汉中地委《关于病饿死人及有关情况的报告》中反映，全区纯属饿死、饿病致死者10人，因缺粮外出谋生者88人，浮肿（或乾腫、黄肿）病者2,730人，其中死亡228人（官方数据，但在此后民间记录和档案中显示，数据远不止此）。 “三年困难时期”，汉中确切死亡人数、饿病致死人数，至今未有明确统计数字。1964年的社教运动中，1万余人遭到批斗，自杀182起。后来定性为运动扩大打击面，多数为错案，被平反纠正。

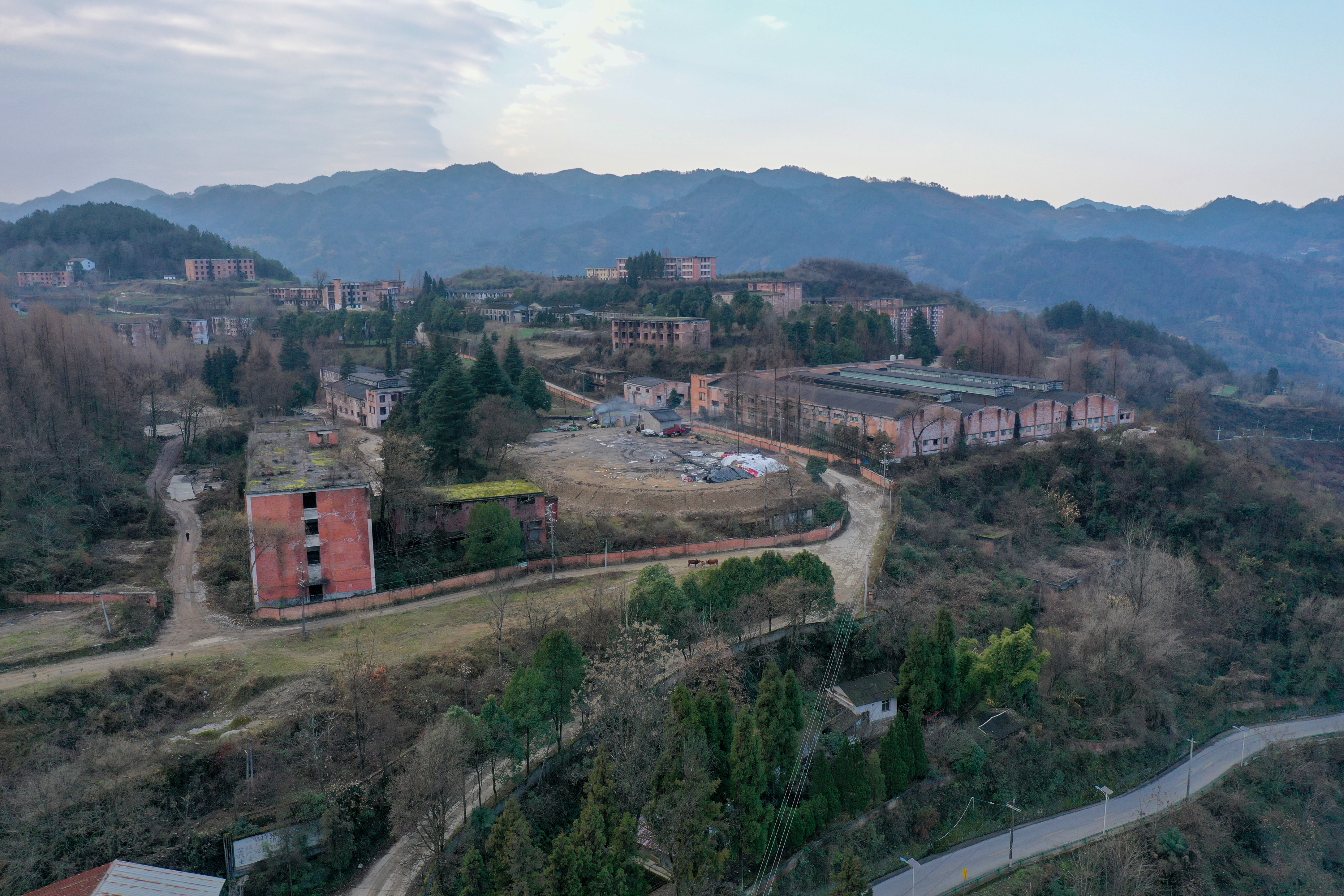
三线建设时期位于南郑县小南海镇的202厂（南峰机械厂），2021年时拍摄，已经完全废弃。曾承担霹雳二型导弹的生产任务

“三线建设”开始后，汉中成为重点建设地区。1965年2月20日，国防工办主任罗瑞卿向中共中央主席毛泽东、中共中央政治局常委汇报了三线建设布局，提出了《关于国防工业在二、三线地区新建项目的报告》，报告中指出：“汉中地区处于战略纵深带，山川交错，气候温和，物产丰富，水力资源充足，是国防工业建设的良好基地”。布局方案中明确指出：汉中地区，以航空工业为主，辅之国防重要项目和国家工业骨干项目。同年3月21日，报告获得通过。此后，从1965年到1969年，对汉中进行了多次选厂布点和筹建工作，1964年10月28日，〇一二基地正式成立，并列为“四五计划”的重点项目。改革开放后，军工企业逐步撤出山区。同时机械工业部下属核工业405厂在区内开始建设，后属核工业部，今属中核集团即中核陝西鈾濃縮有限公司。
1966年开始，机械工业部所属汉江机床厂、汉川机床厂、汉江工具厂、汉江铸锻件厂开始在区内建设。文革开始后，1967年解放军8318部队和汉中军分区奉命介入，支持群众“革命”。2月，两大造反派组织形成——“汉中统临矿指挥部”（简称“统派”）和“汉中联新革命造反总指挥部”（简称“联新派”）。此后开始不断械斗和武斗，冲击市政设施、公安系统，正常工作生活陷入全面瘫痪。“破四旧”时期，大量古迹遭到破坏，城墙遭到拆毁、钟楼在武斗中被彻底摧毁，汉台等遗迹都有不同程度的损毁和人为破坏，此后遗留的大多数古迹，都是在进入20世纪90年代后重新修建或在原址基础上翻新而来。1968年，军队介入，武斗和“革命狂热”逐渐被遏制。
1986年，中国有记录的第一例“安乐死”出现在汉中市传染病医院（现为第二人民医院），医生蒲连升因为他人实施安乐死手术（复方冬眠灵175毫克），被控谋杀，1986年7月3日立案。1991年5月17日，经过了6年的漫长审理后，汉中市人民法院判决原告无罪释放， 与此同时引发的争议一直没有停止。

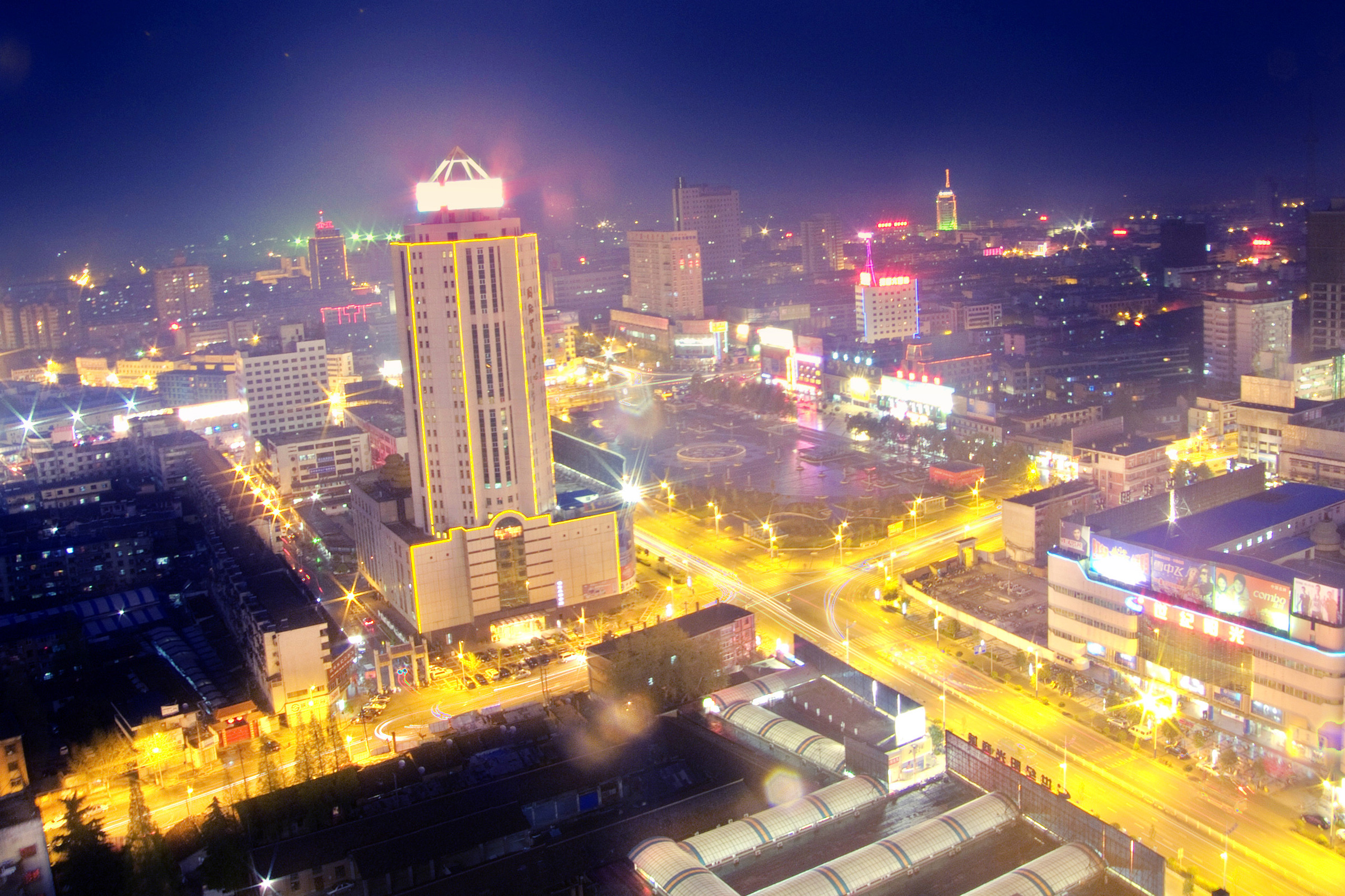
汉中北部夜景，2009年春

2008年5月12日汶川大地震，汉中是受灾较为严重的城市之一。2009年入春后，境内大规模爆发狂犬疫情，造成至少12人死亡，数千人次受到狂犬攻击。但随后政府对辖区内犬只的大规模扑杀引发了舆论的争议。

### 建置区划

#### 先秦时期
夏代褒国位于今汉中地区，约在汉江以北、秦岭以南。《史记·夏本纪》提到，禹的后代分封建立了褒国。
商代汉中地区属于褒国和古蜀国。商代卜辞中有“伐缶与蜀”记载，发掘的文物显示该地既有巴蜀文化，也有商文化特征。商代时，汉中是蜀北的军事重镇，商王与蜀王的战争多发生在此地。
西周初属梁州，后并入雍州。褒国仍存在，成为周朝的“南国领袖”，即周南。
东周前期，褒国灭亡，汉中地区归庸国。周匡王二年（前611），秦、楚、巴三国联合灭庸，汉中北部归秦，南部归巴国。周贞定王二十八年（前441），南郑地区属秦，后曾为巴国占领。直到秦惠公十三年（前387），秦夺回南郑，并在汉中设立郡，名为汉中郡。

#### 秦代
始皇帝二十六年（前221年）：秦始皇将全国划分为36郡，汉中郡为其中之一，郡治设于西城（今陕西安康），辖辖区包括南郑、褒、成固、西城、旬阳、锡、安阳、房陵，范围涵盖今汉中、安康及湖北郧县一带。
秦二世三年（前207年）：刘邦派将军郦商攻打秦国的旬关（今安康旬阳县南部），成功占领汉中和蜀地（《史记·高祖功臣侯者年表·樊郦滕灌列传》）。

#### 汉朝
西汉公元前206年，刘邦封为汉王，“王巴、蜀、汉中，都南郑”。公元前198年，田叔为汉中太守，治西城，辖12个县。根据《汉书》，汉中郡辖区包括西城、锡、安阳、旬阳、长利、上庸、武陵、房陵、南郑、成固、褒中、沔阳，前四个县位于现今汉中地区。汉中郡隶属于益州刺史部。新莽时期，汉中郡改为新城郡。
东汉初，汉中恢复为汉中郡，最初由延岑占据，后为蜀王公孙述所占。建武年间（25–57年），郡治由西城迁至南郑（今汉中市），辖区包括南郑、褒中、沔阳、成固、西城、安阳、锡、上庸、房陵，其中前四个县位于今汉中地区。
初平二年（191年），张鲁占据汉中，改汉中郡为汉宁郡。
建安二十年（215年），曹操征降张鲁，恢复汉中郡，划出西城、安阳县设西城郡，划出锡县、上庸县等地设上庸郡，划出房陵县设房陵郡。此时，汉中郡仅辖南郑、褒中、成固、沔阳，郡治设在南郑，范围与今汉中地区相近。

#### 三国
东汉建安二十四年（219年），刘备占据汉中，自立汉中王于沔阳（今勉县）。
章武元年（221年），刘备称帝，建立蜀汉国，统治巴、蜀、汉中、犍为等地。设立汉中郡，隶属于益州，郡治南郑，辖南郑、褒中、沔阳、成固、南乡等县。后增设黄金县、蒲池县、兴势县（杨晨《三国会要》）。蜀汉的武都郡辖有沮县（今略阳县），梓潼郡则包括今宁强县。
曹魏黄初二年（221年），魏国分安阳县西北设立黄金县（后归蜀汉，位于今洋县东），并在今略阳县及勉县西北设武都郡沮县。
建兴七年（229年），魏蜀交战中，武都郡沮县被蜀汉占领。
魏灭蜀后，咸熙元年（264年），魏分益州，巴、汉七郡设立梁州，治所在汉中。根据《华阳国志·巴志》记载，魏末灭蜀后，分广汉、巴、涪陵以北七郡为梁州，治汉中，辖区包括南郑、成固、褒中、南乡、沔阳、蒲池、兴势、黄金等8县。

#### 晋朝
西晋泰始三年（267年），秦朝在汉中设立梁州（《晋书·地理志》）。梁州治所先后设于汉中郡（南郑）、魏兴郡（今安康）、苞中（今汉中市北）等地。梁州下辖汉中郡，管辖南郑、沔阳、褒中（苞中）、成固、蒲池、兴道（太康二年由兴势县改名）、黄金、西乡（太康二年由南乡县改名）等8个县。
太康十年（289年），晋武帝孙司马迪被封为汉王，汉中成为其封地，汉中郡改为汉国，仍辖8县。永康二年（301年），赵王司马伦杀司马迪，废除汉国，复设汉中郡，依然辖8县。
永嘉元年（307年），大成政权的李离、李凤先后攻占汉中；次年，晋梁州治迁至魏兴（今安康）；五年（311年），梁州治再迁回汉中。
建兴元年（313年），氐人杨难敌占据汉中，次年将汉中归附蜀地（成汉），成为成汉的领土。成汉在汉中设立梁州，辖南郑、沔阳、褒中、成固、蒲池、西乡6县；兴道、黄金2县归晋梁州（治魏兴）。建兴二年后，这些县也归成汉。
成汉在晋寿（今四川广元昭化镇）设立梁州，辖晋寿、汉中等8郡。其汉中郡辖南郑、褒中、沔阳、成固、兴道、黄金、蒲池、西乡等8县，今宁强县地属晋寿郡。
东晋永和三年（347年），成汉灭亡，汉中复归晋。五年（349年），桓温平蜀，收复梁州西部，州治迁回南郑。升平元年（357年），梁州辖汉中、魏兴、上庸、新城、广汉、德阳、遂宁、梓潼、巴西、宕渠、晋昌、晋寿、始宁、北阴平等14郡，涵盖今陕南、鄂西北、川北地区。
晋宁康元年（373年），前秦苻坚遣将略定梁、益二州，汉中归前秦，梁州治仍设于南郑，辖汉中、梓潼、广汉、德阳、晋昌、遂宁、宕渠7郡。汉中郡辖南郑、褒中、沔阳、成固、黄金、西乡6县，今宁强地区隶属梓潼郡晋寿县。
晋太元九年（384年），东晋将领桓冲收复汉中郡及梁州；义熙元年（405年），氐王杨盛占据汉中；九年（413年），东晋刘裕遣将平蜀，收复汉中。此后，梁州治及汉中郡治迁至苞中（今汉中市北）。梁州辖今陕南、川北、鄂西北17郡，汉中郡辖苞中（原褒中县，九年改）、南郑、成固、西乡、黄金5县。
东晋时期，因北方大部分地区被氐人及其他政权占据，晋在汉中设立秦州（原在陇西，后侨置襄阳，隆安二年（397年）由襄阳侨至汉中南郑），辖武都、略阳、安固、太原、怀宁5郡。前四郡侨置于南郑，辖下设辨、上录、河池、故道、陈仓、略阳、临汉、清水、上邽、桓陵、南桓陵、平陶、清和、高唐等14个侨县。同时，南郑还侨设有始平郡。此时期，南郑和苞中境内共设梁州、秦州2州，7郡19县。
义熙十年（414年），东晋在沔阳县境内的白马城（今勉县西）侨设华阳郡。

#### 南北朝
汉中自古是南北政权争夺的要地。前期，汉中属南朝的刘宋、南齐、萧梁政权，后期则归北朝的北魏、西魏等政权控制。
刘宋初年，梁州治所仍在苞中，领汉中等10郡，及金山、北新巴、华阳、南阴平、北阴平、巴渠、怀安、宋熙、白水、南上洛、北上洛、安康、怀汉、怀宁、南宕渠等15个侨郡，范围涵盖今陕南、鄂西北及川北地区。
元嘉十年（433年），仇池王杨难当攻占汉中，次年刘宋夺回汉中，并将梁州、汉中郡治迁回南郑，废除苞中县。汉中郡下辖南郑、沔阳、成固、西乡四县，今宁强南部隶属于晋寿郡兴安县。
在刘宋时期，南郑设立为秦州，先后领13个侨郡：武都、安固、略阳、南太原、西扶风、西京兆、冯翊、金城、安定、天水、陇西、始平、北扶风；并下辖侨县37个：下辨、上录、陈仓、略阳、临汉、上邽、桓陵、南桓陵、平陶、蓝田、杜、鄠、郿、武功、华阴、始平、莲勺、下邽、高陆、万年、频阳、榆中、金城、朝那、宋兴、新阳、河阳、襄阳、临洮、河关、狄道、大夏、首阳、槐里、宋熙、桓道、中陶。
在杨难当占领汉中期间，刘宋曾在今四川境内设立南汉中郡（南梁州），并设立南汉中、南城固、南沔阳、南苞中等县，具体位置尚不明确。
南齐时期，梁州治所仍设在南郑，辖区包括今川北、陕南、鄂西北，领70个郡，其中25个为实郡或侨郡，45个为荒郡。汉中郡治所设于南郑，领南郑、城固、西乡、沔阳、西上庸（治所不详）等5县。今宁强县南部仍隶属于晋寿郡兴安县。
侨郡和侨县仍沿用刘宋时期的设置，但在建元二年（480年），增加了仇池、东宁两侨郡，分别辖上辨、仓泉、白石、夷安和西安、北地、南汉等7个侨县。
萧梁时期，梁州治所依然设在南郑，辖区包括川北、陕南、鄂西北，领汉中、魏兴等68个郡，其中大部分为侨郡和荒郡。汉中郡的设置与南齐相同，仅在天监二年（503年）设立了𣺼城郡及其所属的兴道县（今洋县、佛坪县一带），郡治设在今洋县城。同时，秦州侨郡迁至𣺼城郡。天监四年（505年），梁州刺史夏侯道叛梁附魏，梁朝梁州治迁至西城（今安康），汉中郡因此归属北魏。
北魏时期，梁州治所设在龙亭（今洋县东），辖晋昌、汉中、华阳、安康、丰宁等5郡。永平四年（511年）增领褒中郡。晋昌郡于延昌三年（514年）将治所迁至龙亭，领龙亭、兴势、南城（今城固县南部）、永乐（今石泉县南及西乡县东南）等县。永平四年，恢复设立汉中郡，辖褒中、廉水（延昌元年设）、武乡（延昌元年设）等县。华阳郡（北魏改侨郡为实郡）治所设在白马城，领华阳、沔阳、嶓冢等县。丰宁郡于正始二年（505年）设立，治所设在丰宁城（今西乡县城西35公里），领丰宁县。
北魏延兴三年（473年），氐人杨文度占据沮县武兴城（今略阳县城），建立武兴国。正始三年（506年），北魏攻占武兴城，设立武兴镇，后改为东益州，辖武兴、槃头、落丛、仇池、广苌、广世、梓潼等郡（后4郡在甘肃、四川境）。武兴郡领武兴、长举县；落丛郡领明水、武都县，这些郡县位于今略阳县及其周边地区。
梁大同元年（535年），梁州刺史兰钦收复梁州西部，设立北梁州，治所设在南郑，辖汉中、褒中、安康、晋昌、怀安等郡。汉中郡领南郑、城固、西乡等县；褒中郡领褒中县；怀安郡治所设在西乡县，领怀安、义存县。废除廉水、武乡县及丰宁郡和丰宁县，设立东巴州，领敬水郡，郡辖木马县，州、郡、县均在今西乡县西部。同时，在沔阳白马城设立西华州，辖华阳郡，辖沔阳县；废除华阳、嶓冢等县。
西魏废帝元年（552年），汉中被西魏攻占，梁州依然设立，辖汉中、褒中、𣺼城郡。二年，南郑县改为光义县，汉中郡辖光义、汉阴、城固、白云（今城固北，新设）等县；褒中郡辖褒中、武乡（复设）等县；𣺼城郡辖兴势、龙亭等县。同年，西魏攻占武兴等郡，改设兴州，治所设在武兴，辖顺政（武兴郡改）、槃头、落丛、华阳等郡。顺政郡辖汉曲县（武兴县改）、灵道县（仇池县改）；槃头郡辖苌举、武世县；落丛郡辖落丛（明水县改）、武都县；华阳郡辖沔阳、华阳、嶓冢（复设）等县。
废帝二年（553年），在今西乡境内设洋州，领洋川、怀昌、洋中、丰宁四郡。洋川郡辖洋川（今西乡县蒿坪山）、黄金县（今洋县东）；丰宁郡辖丰宁县；怀昌郡辖怀宁县。这些州、郡、县均位于今西乡县、洋县、镇巴县境。
北周时期，汉中中部隶梁州，东部隶洋州，西部隶兴州。梁州治所设在光义县，领汉中、褒中、𣺼城、华阳等郡。天和三年（568年），汉中郡改为汉川郡，治所设在光义县，辖光义、白云（武乡县改称，原城固北的白云县并入）、城固等县。同年，废除褒中郡并入汉川郡；𣺼城、华阳郡仍沿用西魏的设置。兴州（除华阳郡外）所领郡县与西魏相同；洋州辖洋川郡、丰宁郡，但其县名未考。

#### 隋至现代
隋初，境内仍置梁、兴、洋州，后改为汉川郡、顺政郡、洋川郡。唐代设梁州总管府，后改为都督府，下设梁、兴、洋、集4州；
贞观元年（627），废府设道，汉中属山南道；开元二十一年（733）,山南道分为东、西2道，汉中属山南西道，道治设于南郑（汉中）；
天宝元年（742），设汉中郡、洋川郡、顺政郡；后又改为梁州、洋州（今洋县）、兴州；
兴元元年（784），改梁州为兴元府，道、府同治于南郑，开我国历史上用帝王年号命府名之先河，兴元府地位同于京都长安、东都洛阳、北都太原；
五代十国时期，前蜀、后唐、后蜀先后据有汉中，仍设兴元府及洋、兴2州。
北宋至道三年（997），境内置兴元府及洋、兴2州，属峡西路。熙宁五年（1072），设利州路及所属兴元府，治所均设于汉中。利州路辖秦岭以南、长江以北地区。
南宋绍兴十年（1141），分利州路为东、西2路，东路治设于兴元（汉中)，西路治设于兴州（略阳）；后利州东、西路几经分合。
元代设兴元路于汉中，为隶属于陕西之始。
明洪武三年(1370)，改路为府，设汉中府。
清代设陕安道于汉中。1913年，设汉中道。
1928年，废道，县直隶于省。
1935年，设立陕西省第六行政督察区。
1949年12月6日，汉中解放，设陕甘宁边区陕南行政区汉中分区。
1951年2月，撤销陕南行署，设立省政府南郑区专员公署，行政区为南郑专区，
1953年6月，南郑市改由省直辖；10月，南郑专区改称汉中专区，南郑市更名为汉中市，归汉中专区辖。汉中专员公署为陕西省人民政府派出机构。
1964年5月，汉中市改为汉中县。
1968年9月2日，成立汉中专区革命委员会，为一级行政权力机构；
1969年1月，汉中专区改为汉中地区。
1978年6月，汉中地区革命委员会改为汉中地区行政公署（简称“汉中行署”）。
1980年6月，改汉中县建制为县级汉中市。
1996年2月21日，撤地设市，汉中地区改为地级汉中市，至今。

## 地理概况

### 地形

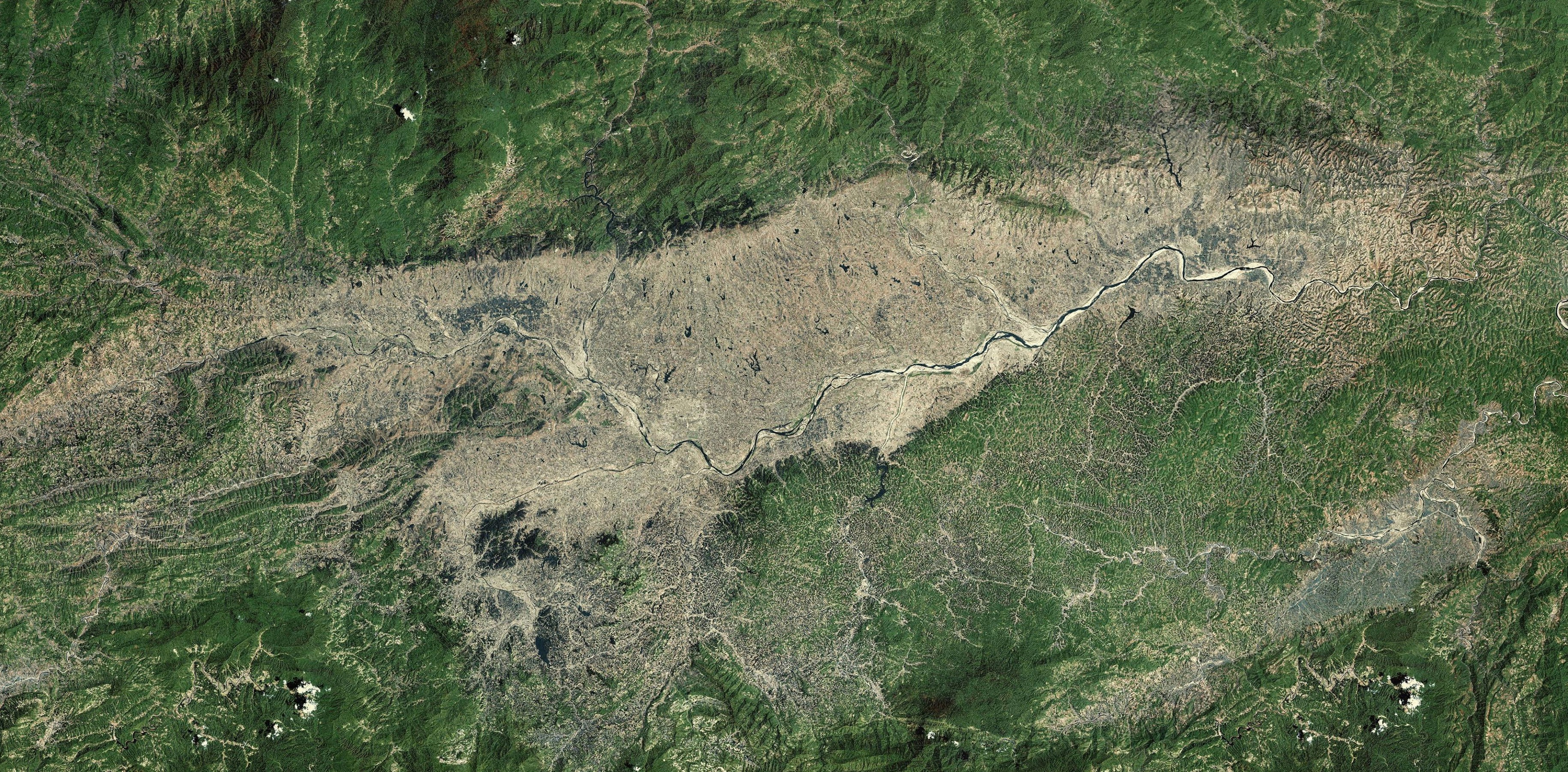
NASA卫星图上的汉中盆地

北界秦岭山脉，南界大巴山，总面积27,246 km²。其间由汉江冲积形成汉中盆地。属凉亚热带气候。汉中市位于汉水上游，汉中盆地中部，东经106°51'－107°10'、北纬33°2'－33°22'之间。地形特点南低北高，市内有平坝、丘陵和山地等三种地貌，平坝为汉江冲积平原的一二阶梯，海拔500－600米之间，地势平坦，土壤肥沃，占全市面积的34.62%；丘陵为山前洪积扇形成的宽谷浅丘地带，海拔601－800米之间，地势起伏较大，约占全市面积的28.1%；山区是秦岭南坡形成的浅山和中山地区，地势较为复杂，土壤贫瘠，海拔在701－2038米之间，约占全市总面积的37.2%。
汉中盆地南北长约37公里，东西宽约23公里，占汉中地区总面积的1.9%，可耕地303200亩，其中以水田为主。汉中属于亚热带气候区，北有秦岭屏障，寒流不易侵入，气候温和湿润。

### 汉中天坑群
2016年，地质人员在汉中发现了由49个天坑组成的4个天坑群，从秦岭造山带与扬子地块结合地带，自西向东蜿蜒200多公里，主要分布在宁强、南郑、西乡和镇巴四个县。

### 水文

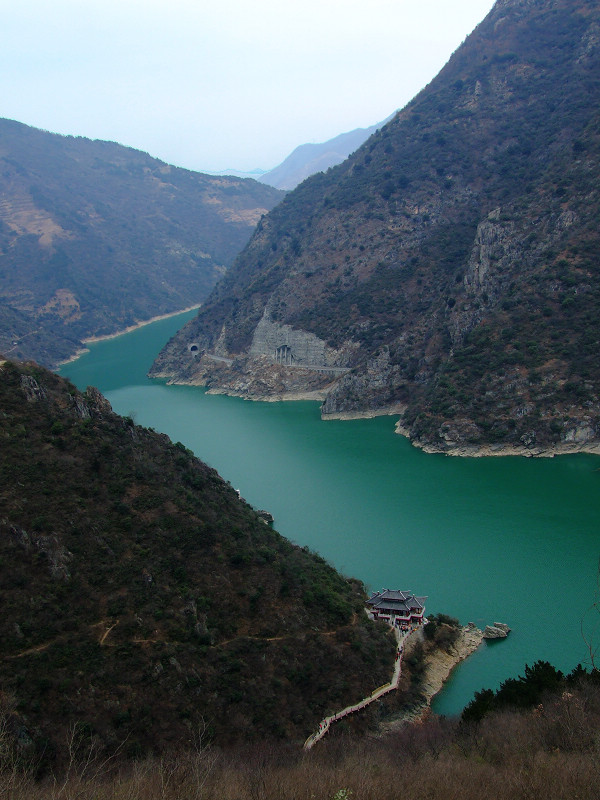
秦岭南麓的褒河水库

本区域的河流均属长江流域，汉江东西横贯，嘉陵江南北纵穿，米仓山南坡有渠江上游河源区的部分河流。同时河流密布，每平方公里平均河流长度为1.4－2公里。

#### 汉江水系
汉江，又名汉水，境内部分古称沔水，为长江最大一级支流。汉中位于汉江上游，流域范围北起秦岭，南达米仓山，西接嘉陵江流域，东至子午河、茶镇与褚河一带，汉江也是秦岭与巴山的分界线。汉江干流自西向东流经宁强、勉县、汉中市区、南郑、城固、洋县和西乡县境，横贯汉中盆地，是区内水系网络的骨架。

#### 嘉陵江水系
分布在区内西部和西南部。干流自北向南，纵贯略阳、宁强两县，为过境大河。流域狭长。

### 气候

#### 气温及降水
区内气温的地理分布，受地形影響較大。西部略低于东部，南北山区低于平坝和丘陵。海拔600米以下的平坝地区年均气温在14.2－14.6℃；一般海拔1000米以上的地区年均气温低于12℃；西嘉陵江河谷年均气温高于13℃。此外，本区年平均及各月地温与气温分布形势基本一致，差值不大。以下图表以汉中市区平坝数据为准：
| 汉中市气象数据（1981年至2010年）                      | 汉中市气象数据（1981年至2010年） | 汉中市气象数据（1981年至2010年） | 汉中市气象数据（1981年至2010年） | 汉中市气象数据（1981年至2010年） | 汉中市气象数据（1981年至2010年） | 汉中市气象数据（1981年至2010年） | 汉中市气象数据（1981年至2010年） | 汉中市气象数据（1981年至2010年） | 汉中市气象数据（1981年至2010年） | 汉中市气象数据（1981年至2010年） | 汉中市气象数据（1981年至2010年） | 汉中市气象数据（1981年至2010年） | 汉中市气象数据（1981年至2010年） |
| 月份                                                  | 1月                              | 2月                              | 3月                              | 4月                              | 5月                              | 6月                              | 7月                              | 8月                              | 9月                              | 10月                             | 11月                             | 12月                             | 全年                             |
| ----------------------------------------------------- | -------------------------------- | -------------------------------- | -------------------------------- | -------------------------------- | -------------------------------- | -------------------------------- | -------------------------------- | -------------------------------- | -------------------------------- | -------------------------------- | -------------------------------- | -------------------------------- | -------------------------------- |
| 历史最高温 °C（°F）                                   | 20.3 (68.5)                      | 21.9 (71.4)                      | 29.4 (84.9)                      | 32.5 (90.5)                      | 36.1 (97.0)                      | 37.0 (98.6)                      | 38.4 (101.1)                     | 38.0 (100.4)                     | 36.8 (98.2)                      | 31.4 (88.5)                      | 24.8 (76.6)                      | 18.2 (64.8)                      | 38.4 (101.1)                     |
| 平均高温 °C（°F）                                     | 7.1 (44.8)                       | 10.0 (50.0)                      | 14.9 (58.8)                      | 21.2 (70.2)                      | 25.8 (78.4)                      | 28.5 (83.3)                      | 30.1 (86.2)                      | 29.6 (85.3)                      | 24.6 (76.3)                      | 19.1 (66.4)                      | 13.2 (55.8)                      | 7.8 (46.0)                       | 19.3 (66.8)                      |
| 日均气温 °C（°F）                                     | 2.8 (37.0)                       | 5.5 (41.9)                       | 9.8 (49.6)                       | 15.5 (59.9)                      | 20.1 (68.2)                      | 23.6 (74.5)                      | 25.6 (78.1)                      | 25.0 (77.0)                      | 20.4 (68.7)                      | 15.0 (59.0)                      | 8.9 (48.0)                       | 3.8 (38.8)                       | 14.7 (58.4)                      |
| 平均低温 °C（°F）                                     | −0.2 (31.6)                      | 2.2 (36.0)                       | 6.0 (42.8)                       | 11.1 (52.0)                      | 15.7 (60.3)                      | 19.7 (67.5)                      | 22.1 (71.8)                      | 21.5 (70.7)                      | 17.4 (63.3)                      | 12.2 (54.0)                      | 6.0 (42.8)                       | 0.9 (33.6)                       | 11.2 (52.2)                      |
| 历史最低温 °C（°F）                                   | −10.1 (13.8)                     | −8.4 (16.9)                      | −4.8 (23.4)                      | −1.1 (30.0)                      | 5.7 (42.3)                       | 10.0 (50.0)                      | 15.1 (59.2)                      | 14.1 (57.4)                      | 7.9 (46.2)                       | −1.3 (29.7)                      | −3.9 (25.0)                      | −10.0 (14.0)                     | −10.1 (13.8)                     |
| 平均降水量 mm（）                                     | 7.4 (0.29)                       | 12.0 (0.47)                      | 27.5 (1.08)                      | 50.2 (1.98)                      | 88.7 (3.49)                      | 95.0 (3.74)                      | 163.0 (6.42)                     | 138.8 (5.46)                     | 141.4 (5.57)                     | 73.2 (2.88)                      | 31.0 (1.22)                      | 9.7 (0.38)                       | 837.9 (32.98)                    |
| 平均降水天数（≥ 0.1 mm）                              | 5.2                              | 5.5                              | 9.1                              | 10.5                             | 11.7                             | 12.5                             | 13.8                             | 11.1                             | 13.1                             | 12.4                             | 8.0                              | 5.0                              | 117.9                            |
| 平均相對濕度（％）                                    | 80                               | 75                               | 74                               | 74                               | 74                               | 76                               | 80                               | 80                               | 84                               | 85                               | 85                               | 83                               | 79                               |
| 月均日照時數                                          | 87.7                             | 86.1                             | 105.6                            | 153.7                            | 174.3                            | 177.2                            | 193.5                            | 204.2                            | 122.0                            | 100.9                            | 82.5                             | 81.5                             | 1,569.2                          |
| 可照百分比                                            | 28                               | 28                               | 29                               | 40                               | 41                               | 41                               | 45                               | 50                               | 33                               | 29                               | 26                               | 26                               | 35                               |
| 来源：中国气象局（1971−2000年间的降水天数和日照数据） |                                  |                                  |                                  |                                  |                                  |                                  |                                  |                                  |                                  |                                  |                                  |                                  |                                  |

漢中屬副熱帶季風氣候。地处北半球中纬度，形成全年降水的暖湿空气，主要来自印度洋孟加拉湾，其次是西太平洋。夏季，在副热带高压影响下，孟加拉湾水汽沿西南低涡下部的西南季风北上，经西藏、云南及四川西北部到达本区上空；西太平洋水汽随副热带高压边缘的东南气流输入本区上空。冬季，受极地大陆冷气团（主要是蒙古高压）控制，多西北季风，形成低溫少雨的天气。春秋为过渡季节，春暖少雨，秋凉多雨，气候湿润。地面植被、水库、河流、田园等所蒸发于空间的水汽参与降水甚微。
来自西南、东南的暖湿气流受巴山、秦岭阻隔，使得区内雨量充沛，但由于两山位于西南气流的路径上，由于中低层云系的水汽系统辐合，以及地形抬升和山地垂直影响，使本区南北承接水汽不等，降水量分布悬殊，多年平均降水量为700－1700毫米之间。其中南部米仓山最为丰富，成为陕西之冠。

#### 湿度
整个汉中地区年平均相对湿度分布态势，基本呈南大北小。汉江平坝、巴山山地70－80%；秦岭山地73%。一年中冬春两季较小，夏秋较大。9、10月为全年之冠，均在80－86%；冬季（12、1、2月）三个月汉江平坝、巴山山地为75－80%；秦岭山地58－66%。

#### 风
区内年均平均风速介于1－2.5米/秒之间。鲜见大风天，年均不到2天，周边郊县则有不同。

### 生物
- 植物：

秦巴山区多原始森林，植被类型多样。截止1995年10月，已发现汉中地区境内有2942种植物，分属种子、蕨类、苔藓、地衣、真菌和藻类，计7门、282科、1160属植物。其中仅种子植物就有166科、958属、2564种，分别占到全国科（166/291）的57%、属（958/2940）的32.6%、种（2564/24300）的10.6%。
- 动物种群：

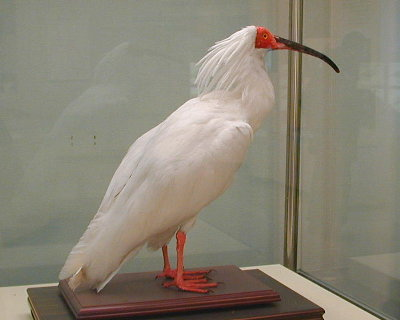
朱鹮已经成为汉中的城市象征

汉中地区位于古北界动物区系和东洋界动物区系的交汇处，南北动物兼有，动物种群组成丰富。其间生存珍稀动物有大熊猫、朱鹮、金丝猴、羚牛、中國大鲵（娃娃鱼）等。
汉中地区野生脊椎动物计有：鸟类335种，属17目、51科，其中留鸟155种，夏候鸟91种，冬候鸟28种，旅鸟61种；哺乳动物137种，属7目、27科；两栖类动物24种，属2目、7科；爬行类37种，属3目、9科；鱼类109种，属6目、15科。

## 政治

### 现任领导
| 机构     | · 中国共产党 · 汉中市委员会 | 汉中市人民代表大会 常务委员会 | 汉中市人民政府     | · 中国人民政治协商会议 · 汉中市委员会 |
| 职务     | 书记                        | 主任                          | 市长               | 主席                                  |
| -------- | --------------------------- | ----------------------------- | ------------------ | ------------------------------------- |
| 姓名     | 张烨                        | 杨记明                        | 王建平             | 蔡煜东                                |
| 民族     | 汉族                        | 汉族                          | 汉族               | 汉族                                  |
| 籍贯     | 河北省秦皇岛市北戴河区      | 陕西省勉县                    | 四川省通江县       | 黑龙江省绥化市                        |
| 出生日期 | 1972年8月（52—53歲）        | 1968年11月（56歲）            | 1972年10月（52歲） | 1970年8月（54—55歲）                  |
| 就任日期 | 2023年3月                   | 2022年3月                     | 2023年3月          | 2022年3月                             |

### 主政官员
| 市委书记 - 张保庆（1996年6月－1996年10月） - 白云腾（1996年10月－1998年2月） - 韩耀武（1998年2月－2000年2月） - 胡悦（2000年2月－2002年12月） - 田杰（2002年12月－2010年1月） - 张会民（2010年1月－2013年7月） - 胡润泽（2013年7月－2013年12月） - 魏增军（2013年12月－2017年1月） - 王建军（2017年1月－2020年7月） - 方红卫（2020年7月－2021年5月） - 钟洪江（2021年6月－2023年3月） - 张烨（2023年3月－） | 市长 - 白云腾（1996年7月－1996年10月） - 韩耀武（1996年10月－1998年5月） - 胡悦（1998年5月－2000年2月） - 田杰（2000年2月－2002年12月） - 王成文（2002年12月－2005年8月） - 赵乐秦（2005年8月－2008年1月） - 胡润泽（2008年2月－2013年6月） - 王建军（2013年7月－2017年1月） - 方红卫（2017年2月－2021年1月） - 钟洪江（2021年1月－2021年6月） - 张烨（2021年6月－2023年3月） - 王建平（2023年3月－） |

### 行政区划
汉中市下辖2个市辖区、9个县。
- 市辖区：汉台区、南郑区
- 县：城固县、洋县、西乡县、勉县、宁强县、略阳县、镇巴县、留坝县、佛坪县

## 人口
根据2020年第七次全国人口普查，全市常住人口为3211462人，同第六次全国人口普查相比，十年共减少204734人，下降5.99%，年平均增长率为-0.6%。其中，男性人口为1619717人，占50.4%；女性人口为1591745人，占49.6%。常住人口性别比（以女性为100）为101.76。0－14岁人口为516563人，占16.1%；15－64岁人口为2126089人，占66.2%；65岁及以上人口为568810人，占17.7%。

### 民族
全市常住人口中，汉族人口为3,199,148人，占99.62%；各少数民族人口为12,314人，占0.38%。与2010年第六次全国人口普查相比，汉族人口减少202,414人，下降5.95%，占总人口比例增加0.04个百分点；各少数民族人口减少2,320人，下降15.85%，占总人口比例下降0.04个百分点。

## 经济

### 工业
区内大型工业均以国防工业衍化而来。飞机工业也是汉中市工业经济增长的重要组成部分。陕西飞机工业（集团）有限公司（简称陕飞集团），所属于中国航空工业集团，是经国家批准于1969年开始建设的中国唯一研制、生产大、中型民用运输机的大型国有军工企业，现有总资产30亿元，职工近万人。陕西飞机工业（集团）有限公司（原第三工业机械部所属〇一二基地）位于区内，为大型运输机制造基地。2009年，中国国务院已经正式批准大飞机国家重大专项立项实施，汉中陕飞集团与哈尔滨哈飞集团、西安西飞集团、沈阳沈飞集团和成都成飞集团並肩成为“大飞机”五大主制造商，主要负责形成“大飞机”零部件的转包生产能力。此外，中核工业集团所属405厂也位于区内，从事铀浓缩生产。
有色冶金工业是汉中市工业经济增长的重要支撑力量。2005年，汉中的有色冶金工业发展到49家，占重型规模以上工业企业的20.4%，其中采矿业31家，冶炼及加工业18家，分别占重型规模以上工业企业的12.9%、7.5%。有色冶金工业实现工业总产值51.78亿元，占重型规模以上工业企业工业总产值的31.2%；实现主营业务收入44.02亿元，占重型规模以上工业企业主营业务收入的30.9%；实现利税1.52亿元，占重型规模以上工业企业利税总额的14.7%。2009年，汉中市钢铁企业正式进行重组，由汉中市国资委、汉中钢铁（集团）股份有限公司、陕西略阳钢铁有限责任公司各出资2亿元，注册成立汉中钢铁（集团）股份有限公司，并组建了汉中钢铁集团管理委员会负责重组工作。

### 农业
由于区位限制，区内农业生产机械化程度较低，农作物以中国南方亚热带地域农作物为主，水稻、小麦、玉米均有种植，菌类和中草药种植为特色，兼有部分果品种植。汉中市可耕种面积为20.09万公顷，非农业人口占全市人口的80%。2006年，农民创造的农、林、牧、渔业总产值达94.79亿元，粮食总产量116.89万吨，油料14.50万吨，蔬菜120.66万吨，水果19.29万吨，茶叶7450吨，中药材10.06万吨。
汉中的樱桃生产地发展面积为3平方公里，是中国三大樱桃产地之一，以樱桃沟为主产地。其樱桃品种以中国酸水樱桃为主，樱桃沟连片种植樱桃12300亩，年产樱桃3600多吨，农业年收入960多万元。2008年，樱桃沟吸引游客41万，旅游综合收入达2494.8万元。
汉中市也是中国北方茶区中最优良的茶叶适生地，其种植历史悠久，始于战国、兴于秦汉、盛于唐宋、繁荣于明清，自古就是茶马互市的重要供茶地。自2000年起，汉中市茶产业得到显著发展及成效。茶园面积从1987年的13.06万亩发展到2008年的60多万亩，增长4.2倍；产量从2992吨提高到8367吨，增长2.8倍；产值达到4.8亿元，成为汉中市四大主导产业之一。2009年，汉中市对全市8个产茶县的20余个茶叶品牌进行整合，统一为“汉中仙毫”，并在汉中举办“2009中国·汉中茶叶节樱桃节”。

### 旅游业
汉中市坐拥汉水，一江两岸景色秀美，文物名胜众多，旅游业较为发达。
汉中市自2010年以来，每年召开“中国最美油菜花海汉中旅游文化节”。當地有天漢長街。

### 商业

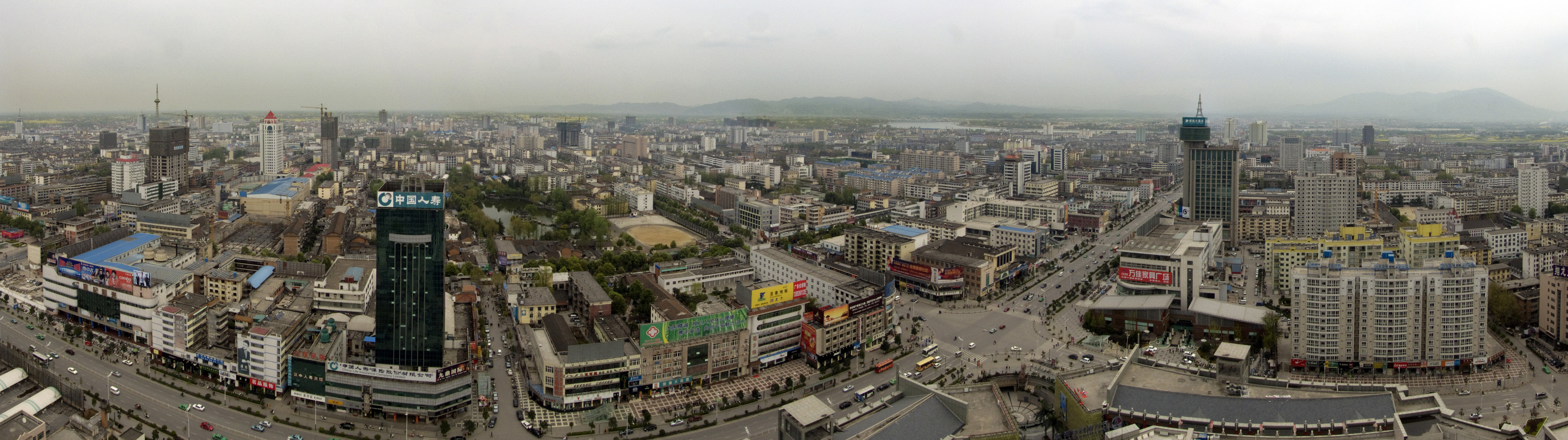
汉中东南天际线，2009年春

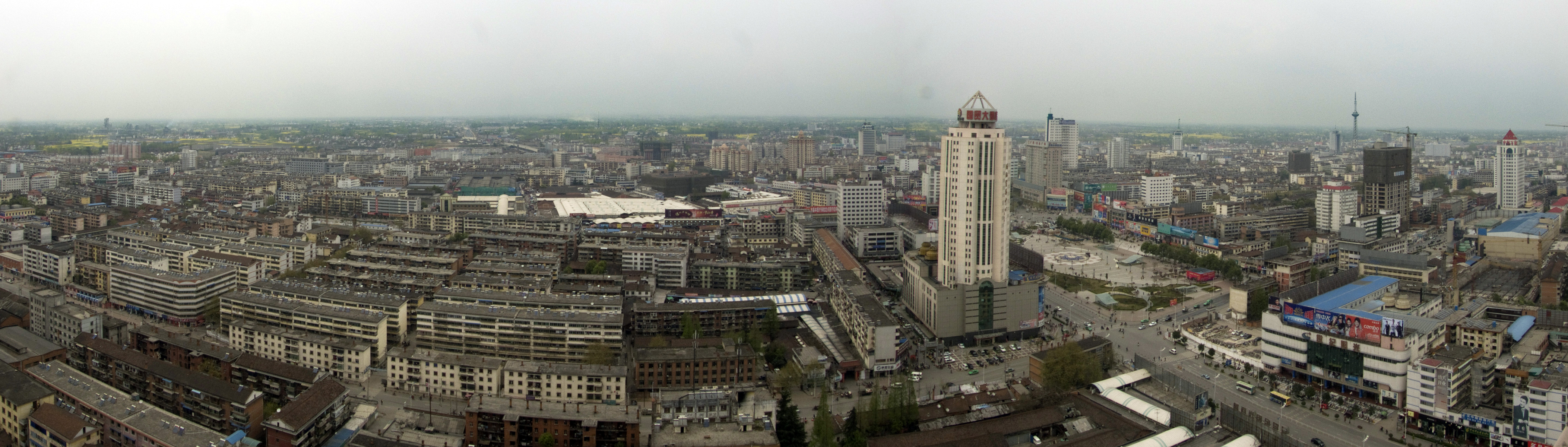
汉中北部天际线，2009年春

- 基础设施较差，后来市政府对汉台区建设力度加大，并改善各县际公路，整体变化很大[61]，其他县区城镇化水平不高，仍待继续建设[62]；
- 旅游可下榻宾馆较多，四星级宾馆有金宏大酒店、邮政大酒店、红叶大酒店，三星级有田园酒店、石狮酒店等；
- 出租车、公交车系统在汉台区较为方便，各县区也有出租车、公交车、三轮摩托车可供选择；
- 汉台区购物商场有吾悦广场、世纪阳光、星光百货、万邦时代广场等。大型超市有晶众家乐购物广场、华润万家超市等。主要小商品商业街在北大街，批发业集中于虎桥路运达批发市场。

## 交通

### 古代交通
古栈道位于秦岭巴山之间的汉中盆地，后来人们把越秦岭翻巴山、连接西安、汉中、广元、成都的古道称“蜀道”。
距今约3500年，由商代诸侯国“方”（又称“巴方”）的巴人在夏末商初时开通，由古巴国的今巴中出发，越米仓山北达陕西古梁州，延伸到汉中，称之为“米仓古道”，是石牛道未开通之前唯一的一条川陕通道，名曰“巴岭路”，是中国古代最早的国道。
汉代，由汉中至关中的栈道计有故道、褒斜道、骆道和子午道；由汉中到四川的栈道有金牛道和米仓道；由汉中到甘肃的栈道有白水道。共有栈道六条，这些栈道中以兴修于西汉中叶的褒斜道最为有名，其由褒河之谷（今陕西汉中附近）入斜水之谷（今陕西眉县境内）。

### 现代交通
1931年后，国民政府全国经济建设委员会公路处副处长赵祖康，后逐渐升迁至交通部公路总局副局长。中国抗日战争爆发后，赵祖康主持抢修了多条军用公路，包括负责修建了西兰公路（西安至兰州）后、立即修建西汉公路（西安至汉中）。
- 铁路：宝成铁路（宝鸡－成都）、阳安铁路（阳平关－安康）、西成客运专线（西安－成都）
- 公路： 108国道、 316国道、 210国道、 西汉高速公路（西安－汉中，2007年9月30日通车）、 十天高速公路（十堰－天水）、 宝汉高速公路（宝鸡－汉中）
- 航空：汉中城固机场（支线机场），开辟有至北京、上海、重庆、深圳、乌鲁木齐的航线。

## 文化

### 文物古迹
10处全国重点文物保护单位：

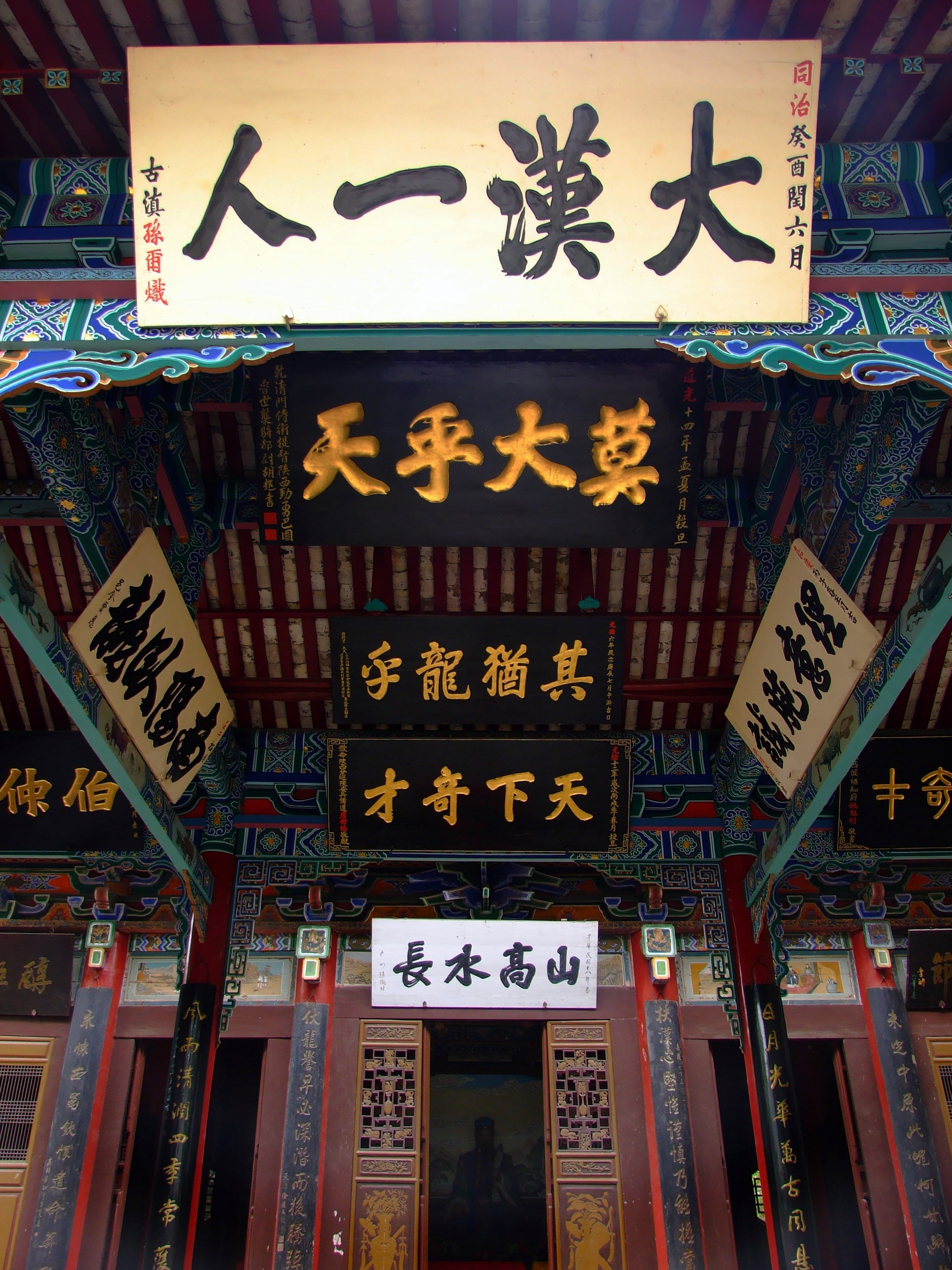
汉中武侯祠内的匾额(多为清代)

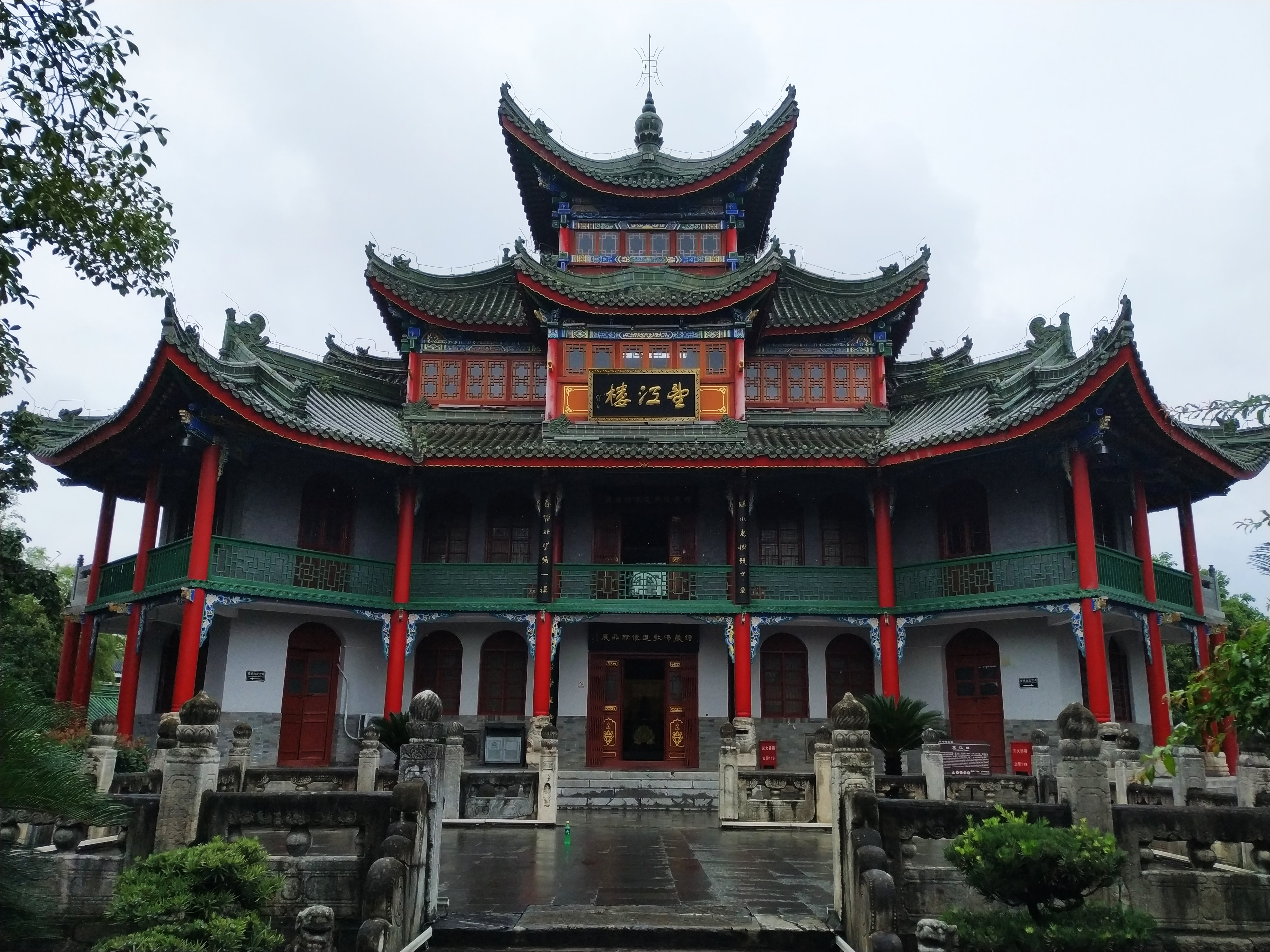
古汉台望江楼

- 褒斜道石门及其摩崖石刻（褒斜道為入蜀栈道之一，部分由于褒河水庫修建而淹沒于水下，今天存留為翻修。摩崖石刻存于漢中市博物館）
- 武侯墓
- 龙岗寺遗址
- 李家村遗址
- 张骞墓
- 蔡伦墓和祠
- 开明寺塔
- 五门堰
- 张良庙（與張良并無直接聯繫，今留坝县境内，清代修建[72]）
- 灵岩寺摩崖
- 何家湾遗址、宝山遗址
- 宁强羌人墓地
- 汉中东塔
- 良马寺觉皇殿
- 智果寺
- 勉县武侯祠
- 青木川老街建筑群
- 青木川魏氏庄园

地方遺址及古跡：

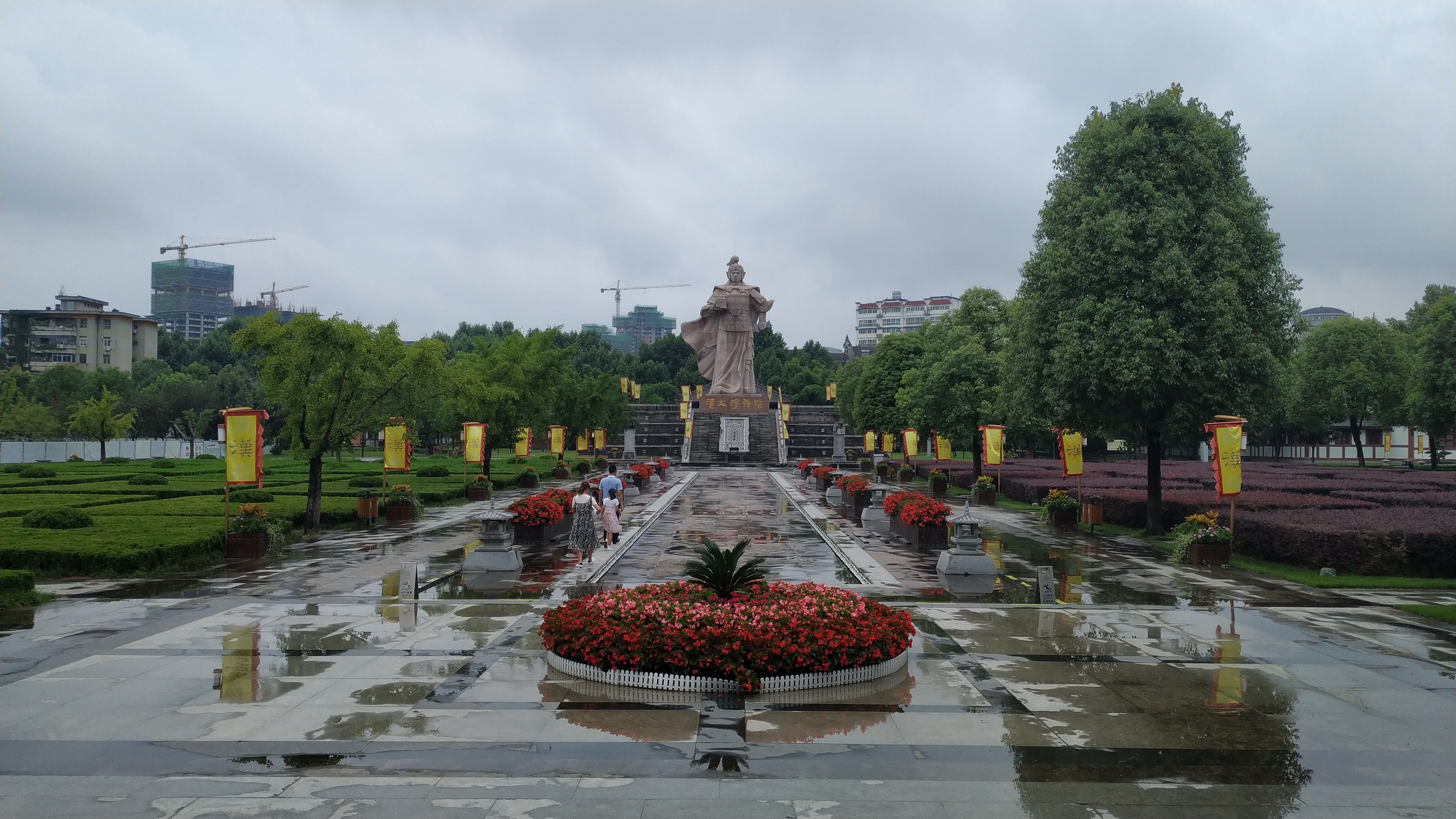
拜将坛广场及韩信塑像

- 古城墙遗址（翻新而来，民主街与西环路交汇处）
- 明瑞王府遗址（儿童公园及伞铺街照壁遗存）
- 拜将坛（相传为刘邦拜韩信大将处）
- 虎头桥遺址
- 饮马池
- 武侯祠（勉县境内）
- 定军山古战场（勉县境内）

## 风土人情

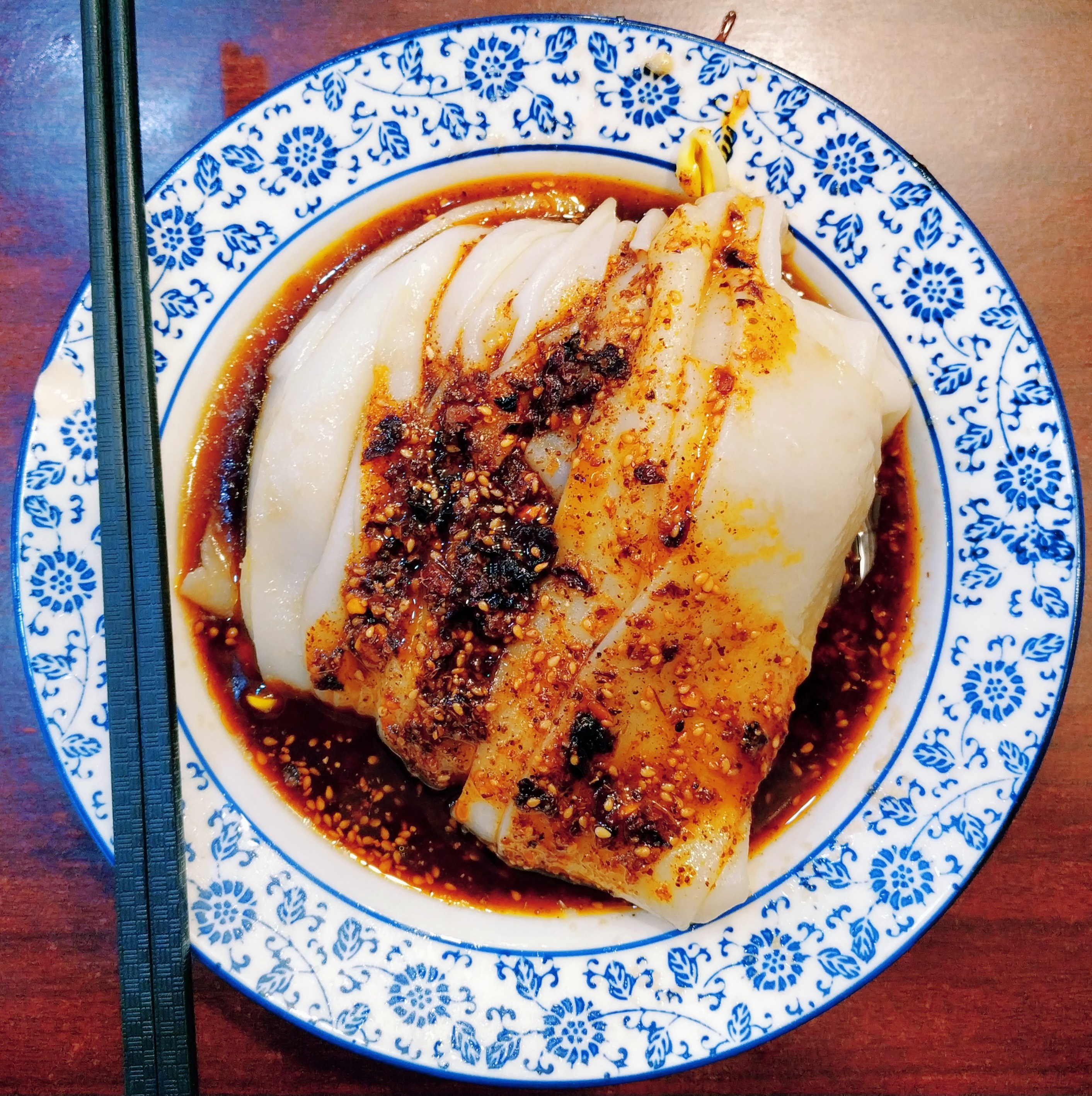
面皮，汉中本地最具代表性的小吃，为大米磨粉水蒸而成，搭配豆芽或黄瓜条，配以酱油、醋、味精和油泼辣椒制成

- 汉中地处中国南北交界之处，与陕西中部的关中地区为秦岭山脉相隔，是地理风土人情等各方面更接近于西南地区，尤其受四川影响较大，与秦岭北部的关中地区有很大差异；民族有汉、回、羌、土族、党项为主。在位于大巴山脚下的镇巴县青水乡是西北地区最大的苗民聚集地，史载，清乾隆五十年（1785年）熊、陶、李、吴、杨、马、王七姓苗民从贵州遵义逃荒到镇巴县青水乡海拔1600米的大楮、仁和村，过着刀耕火种的日子。境内有苗族42户255人，主要居住在该乡大楮、仁和等偏僻山区。
- 汉中号称“小江南”。
- 汉中饮食同时兼有米食和面食，以米食为主，地方小吃以麻辣味为主，有面皮、粉皮、菜豆腐、麻辣火锅、罐罐鸡、核桃馍、油茶、槟豆凉粉、烧烤等。

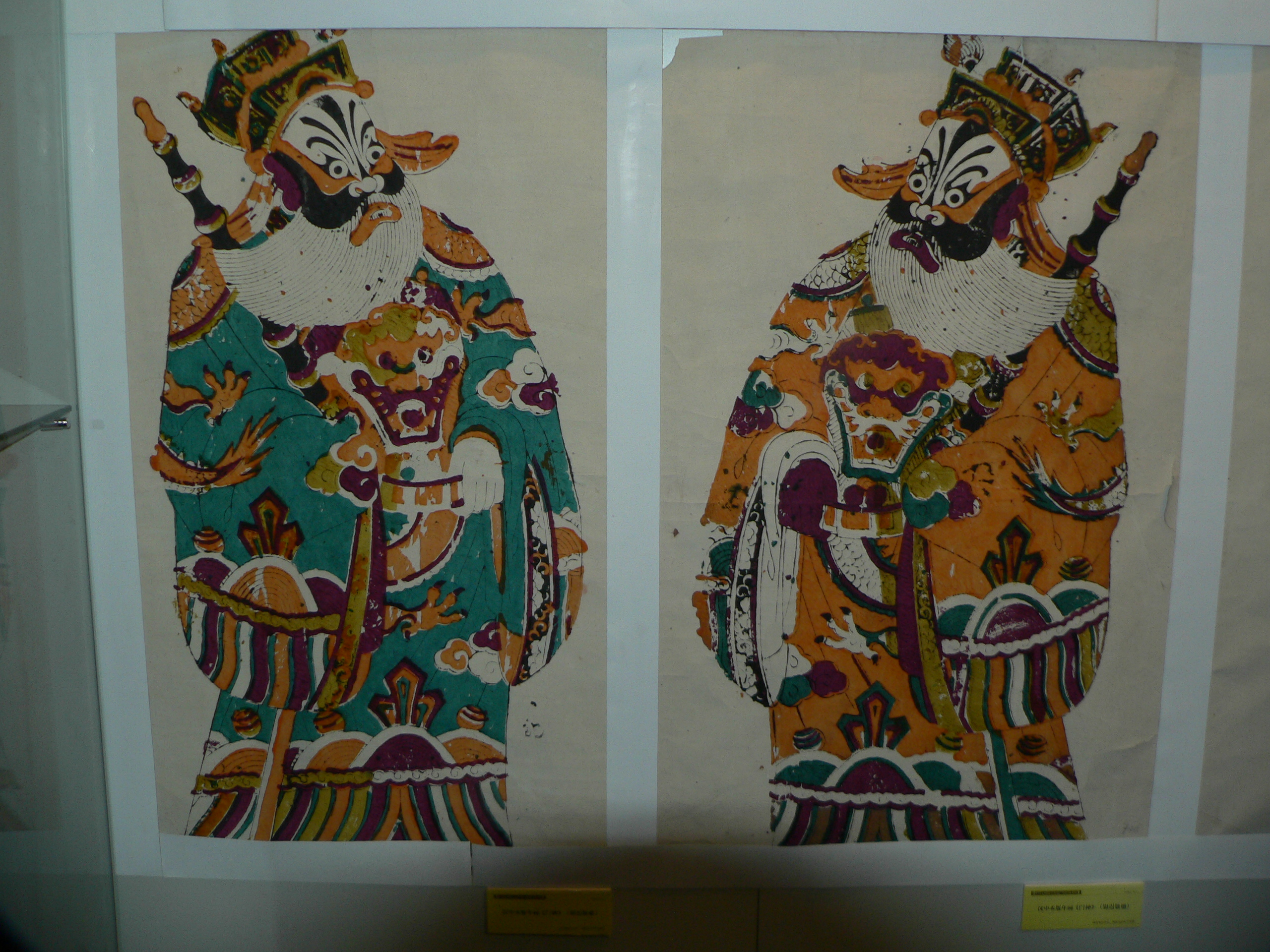
汉中年画-门神

### 特产
汉中仙毫、汉中附子：中国地理标志产品。

## 教育

### 高等教育
- 陕西理工大学（由原“汉中师范学院”和“陕西工学院”2002年合并而成，现分别为南北校区。）
- 汉中职业技术学院（专科职业院校，由原“汉中教育学院”、“汉中农业学校”、“汉中市卫生学校”、“汉中师范学校”和“汉中财经学校”合并而成）
- 陕西航空职业技术学院（专科职业院校，原名陕南航空职工大学，前身为创建于1982年6月的O一二基地工学院。1989年经教育部备案，原航空工业部批准更名为陕南航空职工大学。2003年4月经陕西省人民政府批准，教育部备案改制为陕西航空职业技术学院。）

### 中等教育
- 汉中中学（历史上的汉南书院始建于乾隆年间，是陕南地区一所书塾性质的官办学校，今天的汉中中学建立在原址基础上。另外有一所新建的陕南书院，则与前者并无关联）
- 漢中市龍崗學校（是汉中市教育局、南郑县人民政府扶持，陕西艺苑集团投资2.76亿元修建的集小学、初中、高中为一体现代化、寄宿制、自称“优质品牌学校”，位于汉中市“一江两岸”的城市南区。）

## 友好城市
- 日本出云市
- 比利时特恩豪特市[73]

## 宗教、祭祀场所
道教与佛教
| 宗教 | 政府批准活动场所及地址                          | 批准开放时间 （始于） | 未开放教点                         | 信徒人数（约） | 信众人数（约） | 備註 |
| ---- | ----------------------------------------------- | --------------------- | ---------------------------------- | -------------- | -------------- | ---- |
| 道教 | 天台山（武乡镇石堰村） 文公祠（东关磨子桥）     | 1986年 1994年         | 老君观 北海观 五郎观 东岳庙 青龙观 | 500            | 3500           |      |
| 佛教 | 万寿寺（市西郊三里店村） 宝峰寺（武乡镇共力村） | 1992年 1986年         | 塔庙 金山寺 观音寺 观桂寺          | 1000           | 5000           |      |

基督教新教、天主教和伊斯兰教
| 宗教                           | 政府批准活动场所及地址                                                 | 批准开放时间 （始于） | 未开放教点      | 信教人数 | 備註 |
| ------------------------------ | ---------------------------------------------------------------------- | --------------------- | --------------- | -------- | --- |
| 天主教（详见：天主教漢中教區） | 天主教教堂（友爱路） 周家湾堂（七里乡周家湾村） 余王村堂（望江乡）     | 1980年 1992年 1990年  | 刘家营堂 铺镇堂 | 2800     | |
| 基督教（新教）                 | 汉中市礼拜堂（友爱路） 河东店礼拜堂（河东店） 阎营活动点（龙江乡）     | 1980年 1984年         | 铺镇            | 3200     | |
| 伊斯兰教                       | 团结清真寺（东关北四巷） 仙隐清真寺（石马坡） 铺镇清真寺（铺镇联丰村） | 1981年 1990年 1984年  | 原寺内清真寺    | 3500     | 区内伊斯兰教徒主要分为三派：一是格底木，又称老教，源于元明清以来迁入。二是伊合也瓦力，又称新教、尊经派，是清末、民国以来在对老教有所改革的基础上形成。三是卡迪林耶支系，此派是康熙年间由西乡鹿龄寺祁静一创建，教徒主要分布在西乡。 |

## 深入阅读
- 《汉中盆地地理考察报告》王德基等，1941年。